# Željko Pahek
Željko Pahek (Županja, 1954) è un fumettista e illustratore serbo.
Fra i suoi lavori principali si possono citare La Légion des imperméables, Error Data (Chronicles by a Burnt Out Robot) e Moby Dick.

## Opere

### Fumetti
- Astro-iđani, Jugoslavia /Serbia/, 1981-1983.
- Après le Mur..., Francia, 1990.
- Once upon a time in the future, Stati Uniti d'America, 1991.
- Depilacija Mozga, Jugoslavia /Serbia/, 1997.
- Badi kukavica i druge priče, Jugoslavia /Serbia/, 2001.
- Moby Dick 1-2, Francia, 2005.
- 1300 kadrova, Bosnia ed Herzegovina, 2014.
- Error Data (Chronicles by a Burnt Out Robot), Inghilterra, 2016.[2]
- La Légion des imperméables, Francia, 2016.